# Charte 77
La Charte 77 (en tchèque : Charta 77) est une pétition des dissidents opposés au processus de « normalisation » de la société tchécoslovaque, sous le régime de la République socialiste tchécoslovaque.

## Naissance
En 1976, des individus venus d'horizons différents se réunissent pour protester contre l'attitude répressive du gouvernement communiste de Gustáv Husák contre le groupe rock underground The Plastic People of the Universe.
Ils rappellent publiquement au gouvernement son engagement concernant le respect des Droits humains figurant dans l'Acte final de la Conférence sur la sécurité et la coopération en Europe signé à Helsinki en 1975. En décembre 1976, une pétition intitulée « Charte 77 », commence à circuler et à être signée par des personnalités du monde des arts, des citoyens lambda, des professeurs d'université…, qui exige du gouvernement de respecter ses engagements publiés au Journal Officiel (Sbírka Zákonů) en octobre 1976.

## Auteurs et signataires
Les auteurs et premiers signataires de la Charte 77 sont l'auteur dramatique et futur président Václav Havel, le philosophe Jan Patočka, Zdeněk Mlynář, le diplomate et ancien ministre des affaires étrangères Jiří Hájek et l'écrivain Pavel Kohout.
La Charte 77 réunit 242 signataires au moment où la répression à leur encontre commence. Elle continue néanmoins de circuler. Le nombre des signataires est en soi négligeable, cependant la Charte 77 est considérée comme un moment clé dans le mouvement de résistance au régime communiste totalitaire alors que la « normalisation » bat son plein après le Printemps de Prague de 1968.
Parmi ses signataires, on trouve, outre les auteurs cités ci-dessus, des représentants du monde littéraire Ludvík Vaculík, Jiří Kolář, Pavel Juracek, Václav Havel, Oldřich Černý ou des hommes politiques impliqués dans le printemps de Prague, comme Jiří Dienstbier, nommé ministre des Affaires étrangères en 1989, ainsi que l'artiste Eduard Ovčáček, l'historienne d'art Anna Farova ou l'historien Milan Hübl.
À l'inverse de Solidarność qui nait trois ans plus tard dans la République populaire de Pologne voisine et qui devient un mouvement de masse sur une base syndicale et chrétienne, la Charte 77 reste limitée aux cercles intellectuels tchécoslovaques mais elle n'en a pas moins, tout comme Solidarność, contribué de façon directe, à la chute du communisme en 1989.
À l'étranger, plusieurs initiatives voient le jour pour soutenir la Charte 77 :
- en 1977, à Paris, se crée le Comité international pour le soutien des principes de la Charte 77 en Tchécoslovaquie (Mezinárodní výbor na podporu zásad Charty 77 v Československu)
- en 1978, autour de personnes impliquées dans le journal de gauche suédois Folket i Bild[2] une Fondation Charte 77 est créée, représentée par Petr Larsson, Petr Gavelinet Jiří Pallas

## Signataires (sélection)
- Rudolf Battěk (cs)[3]
- Pavel Bergmann (cs)
- Vincent Cheremi
- Petr Chudožilov (cs)
- Gábor Demszky
- Jiří Dienstbier
- Anna Fárová
- Jiří Hanzelka
- Jiří Gruša
- Jiří Hájek
- Václav Havel
- Zbyněk Hejda
- Ladislav Hejdánek (cs)
- Josef Hiršal
- Jaroslav Hutka (cs)
- Vladimír Kadlec
- Eva Kantůrková (cs)
- Svatopluk Karásek (cs)
- Alexandr Kliment (cs)
- Vladimír Klokočka (cs)
- Pavel Kohout
- Jiří Kolář
- Marta Kubišová
- Rudolf Kučera
- Václav Lamser
- Ivanka Lefeuvre
- Miroslav Lehký (cs)
- Milan Machovec (cs)
- Václav Malý
- Zdeněk Mlynář
- Eduard Ovčáček
- Jan Patočka
- Petr Pithart (cs)
- Hana Ponická
- Gertruda Sekaninová-Čakrtová (cs)
- Jaroslav Šabata (cs)[4]
- Anna Šabatová
- Jaroslav Seifert
- Jiřina Šiklová (cs)
- Rudolf Slánský
- Jan Tesař
- Jan Trefulka
- Milan Uhde
- Petr Uhl
- Dáša Vokatá
- Jiří Wolf (cs)[5]
- Dominik Tatarka (sk)

## Anticharte
Le gouvernement communiste organise une contre-pétition qui prendra tout naturellement le nom d’« anticharte » et les artistes sont fortement invités à la signer ce qui est évidemment analysé comme un signe de soumission servile au régime en place. Près de 7 250 le firent.
Le 27 janvier 1977, tous les artistes en vue ou connus sont invités au Théâtre national pour écouter l'actrice Jiřina Švorcová déclamer un appel Pour une nouvelle création au nom du socialisme et de la paix, à la suite de quoi ils sont invités à y apposer leur signature. Le quotidien Rudé Právo publie le 31 janvier 1977 la liste des-dits signataires y ajoutant, çà et là, celle de personnes que le régime voulait voir à ses côtés…
Parmi les signataires de l'Anticharte, Bohumil Hrabal, tombé en disgrâce au moment du Printemps de Prague et dont la signature réenclenche le processus éditorial de ses œuvres.
25 ans après, Václav Havel estimait que l'Anticharte ne devait pas devenir un sujet de scandale, nombre de ses signataires ayant été contraints selon lui de la signer : « En tant que signataire de la Charte, je suis gêné par le fait que l'Anticharte devienne un sujet de scandale, alors que la Charte est traitée comme une affaire presque sacrée et qu'on fasse, 25 ans après, des accusés de ceux qui avaient été contraints, par la dure histoire moderne, à signer une contre-proclamation. Je pense que la Charte, aussi bien que l'Anticharte, font partie de notre histoire et que c'est une raison de s'en occuper, et non pas de diviser la société. »

## Activités
La Charte 77 est représentée par trois porte-parole nommés pour un an.
Elle a pour objet de construire un dialogue constructif avec les autorités et le gouvernement, d'attirer son attention sur les manquements aux droits fondamentaux de l'homme et du citoyen et de proposer des solutions.
Elle devient dans les années 1970 et 1980, l'organe officiel de l'opposition au Parti communiste tchécoslovaque et à son régime. Elle publie un bulletin d'information qui circule sous forme de samizdat.
Elle est officiellement dissoute en 1992, la chute du communisme ayant été atteinte et les Droits de l'Homme restaurés, ses participants ont pensé qu'elle perdait sa raison d'être.